# Hydroptila ajax
Hydroptila ajax är en nattsländeart som beskrevs av Ross 1938. Hydroptila ajax ingår i släktet Hydroptila och familjen smånattsländor. Inga underarter finns listade i Catalogue of Life.